# Alexander McDonald (Politiker, 1849)

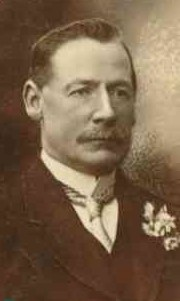
Alexander McDonald (1902)

Alexander McDonald (* 6. Februar 1849 in Highland Park, Kirkwall, Mainland, Orkney, Schottland; † 10. April 1922) war ein australischer Politiker der National Defence League (NDL), der Australasian National League (ANL) und zuletzt der Liberal Union, der unter anderem zwischen 1887 und 1915 Mitglied des South Australian House of Assembly sowie von 1909 bis 1910 Vorsitzender der Ausschüsse und dadurch stellvertretender Sprecher des House of Assembly war.

## Leben
Alexander McDonald wanderte im Dezember 1851 mit seinen Eltern nach Südaustralien ein und arbeitete zwischen 1864 und 1870 in der Landwirtschaft sowie im Anschluss von 1870 bis 1878 in einem Lebensmittelhandel in Adelaide, ehe er seit 1878 ein Lagergeschäft in Blackwood betrieb.
Bei der Wahl am 19. März 1887 wurde er im damaligen Zwei-Personen-Wahlkreis Noarlunga erstmals zum Mitglied des South Australian House of Assembly gewählt, des Unterhauses des Parlaments von South Australia, und konnte sich dabei gegen den bisherigen Wahlkreisinhaber Thomas Atkinson durchsetzen. Er vertrat diesen Wahlkreis bis zu dessen Auflösung zum 2. Mai 1902, wobei er seit 1891 der National Defence League (NDL) sowie seit 1896 der daraus hervorgegangenen Australasian National League (ANL) angehörte. Als Abgeordneter befürwortete er die progressive Grundsteuer mit einigen Änderungen, die Verpachtung von Gehöften, den Schutz von Pächtern auf Privatgrundstücken, einen Bonus zur Förderung des Butterexports, Nachlass- und Erbschaftssteuern sowie eine kostenlose Bildung nach dem obligatorischen Standard, die Erweiterung der transkontinentalen Eisenbahn, den Australischen Bund und des Stausees Happy Valley Reservoir zur Wasserversorgung von Adelaide. Andererseits stimmte er gegen eine Auswahl von Grundstücken vor der Vermessung und gegen einen neuen Bahnhof für Adelaide vor Klärung der Spurweite.
1899 fungierte er kurzzeitig als Government Whip Parlamentarischer Geschäftsführer der Fraktion der konservativen Regierung von Premier Vaiben Solomon in der Legislativversammlung. Am 3. Mai 1902 wurde er für die ANL im neu geschaffenen Vier-Personen-Wahlkreis Alexandra wieder zum Mitglied der Legislativversammlung gewählt.
Während seiner Mitgliedschaft im House of Assembly wurde Alexander McDonald am 27. Juli 1910 als Nachfolger von E. H. Coombe als Deputy Speaker and Chairman of Committees zum stellvertretenden Sprecher und Vorsitzenden der Ausschüsse der Legislativversammlung gewählt und bekleidete diese Funktionen bis zum 28. Februar 1910, woraufhin Harry Jackson von der United Labor Party diese Funktionen am 2. Juni 1910 übernahm. Er wurde 1910 Mitglied der neu gegründeten Liberal Union unter Vorsitz von Archibald Peake, die aus einem Zusammenschluss von Liberal and Democratic Union (LDU), Australasian National League (ANL) und Farmers and Producers Political Union (FFPU) entstanden war. Nach der Wahl vom 27. März 1915 trat McDonald von seinem Mandat am 17. Mai 1915 zurück und damit noch vor der konstituierenden Sitzung am 28. Juli 1915, woraufhin die erforderliche Nachwahl am 19. Juni 1915 im nunmehrigen Drei-Personen-Wahlkreis Alexandra von Archibald Peake gewonnen wurde.

## Hintergrundliteratur
- Parliament of South Australia: Statistical Record of the Legislature 1836–2007 (Memento vom 11. März 2019 im Internet Archive)